# بيتر كروذر
بيتر كروذر (بالإنجليزية: Peter Crowther)‏ هو كاتب سيناريو وصحفي بريطاني، ولد في 1949.